# Ciutadella de Montlluís
La Ciutadella de Montlluís és una fortificació que es troba a la vila de Montlluís, de la comarca del Conflent, a la Catalunya del Nord.
La Ciutadella, pròpiament dita, és la meitat nord-occidental de la vila de Montlluís. Fou construïda per iniciativa de Sébastien Le Prestre de Vauban, a través dels treballs successius de tres enginyers militars deixebles de Vauban.
Des del 2008 és categoritzada, junt amb la de Vilafranca, com a Patrimoni de la Humanitat per la UNESCO amb el nom de Fortificacions de Vauban.

## Construcció i primer segle d'existència

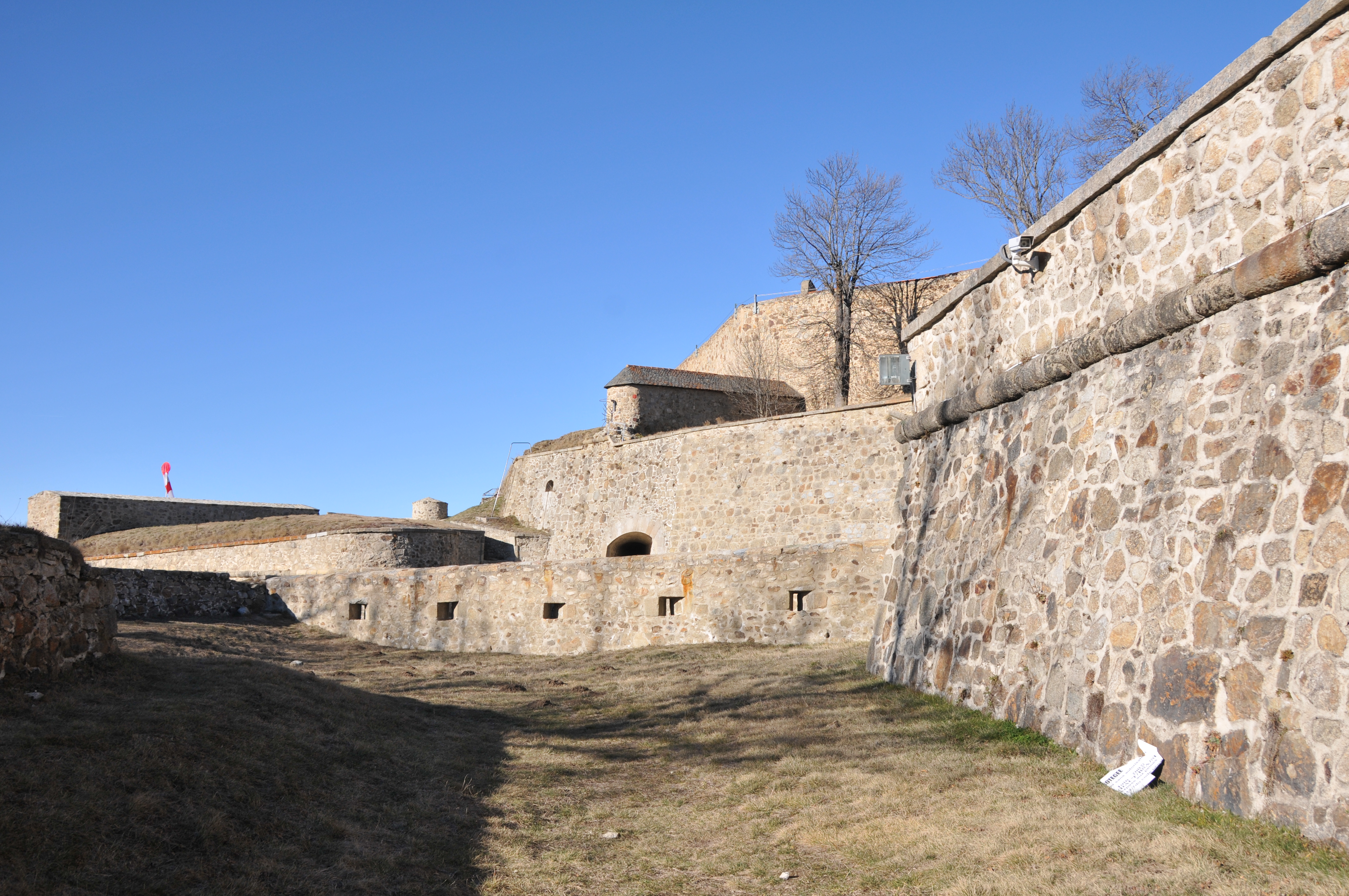
Baluards sud-oest de Montlluís

A petició del rei francès Lluís XIV després del Tractat dels Pirineus per tal de garantir la seguretat del territori de la Cerdanya annexat a França, l'Alta Cerdanya, el Comissari Reial General de les Fortificacions, l'esmentat Vauban, va concebre el 1679 aquesta plaça forta. A més d'una situació estratègica priviliegiada, al capdamunt de la vall de la Tet i prop de la cruïlla entre el Conflent, la Cerdanya i el Capcir, la construcció en aquest lloc tenia molts avantatges econòmics: el costat nord-est, abrupte al damunt del riu, no era menester un fossar ni unes muralles considerables. A més, el fet de ser al costat del poble del Vilar d'Ovança garantia la presència de mà d'obra, a la qual calia afegir la presència a la proximitat de tota mena de materials (pedra, aigua, sorra, fusta i calç) i l'existència d'un espai ric en fonts, molins, farratge i una agricultura important. Hi contribuïa també quelcom d'observat pel mateix Vauban: un clima un xic fred, però tan sa que els cerdans arribaven a viure fàcilment 80, 90 i fins i tot 100 anys.

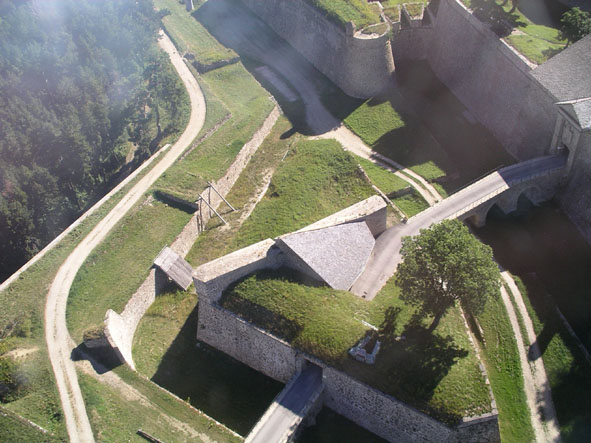
Porta de Socors, al nord-oest

Vauban va organitzar, a partir de principis pràctics i molt senzills, la distribució interna de la nova vila per tal que respongués a les exigències militars. S'hi pot veure un urbanisme pràctic, que presenta una imatge ordenada i sòbria, on s'integren amb harmonia els llocs de comandament, els de combat i les activitats civils. El mes de maig del 1679, Vauban va redactar i va enviar a Louvois, Secretari d'Estat de la Guerra, el projecte.
El text anava acompanyat d'un document que regulava amb precisió els detalls de les obres, l'organització de les obres i l'estimació del  cost. El pla proposat aprofita la topografia natural del lloc: poca obra defensiva a la zone Est, protegida per la vall de la Tet, i una multiplicació de les defenses al costat Oest, vers la Cerdanya, on l'accés és més fàcil. Des de l'exterior, amb l'enfonsament dels murs sota el nivell natural, no es distingeix res més que les muralles. Montlluís fou concebuda a partir d'un esglaonat de quatre zones: la ciutadella, la vila alta, una vila baixa i un reducte (les dues darreres no es van arribar a fer mai).

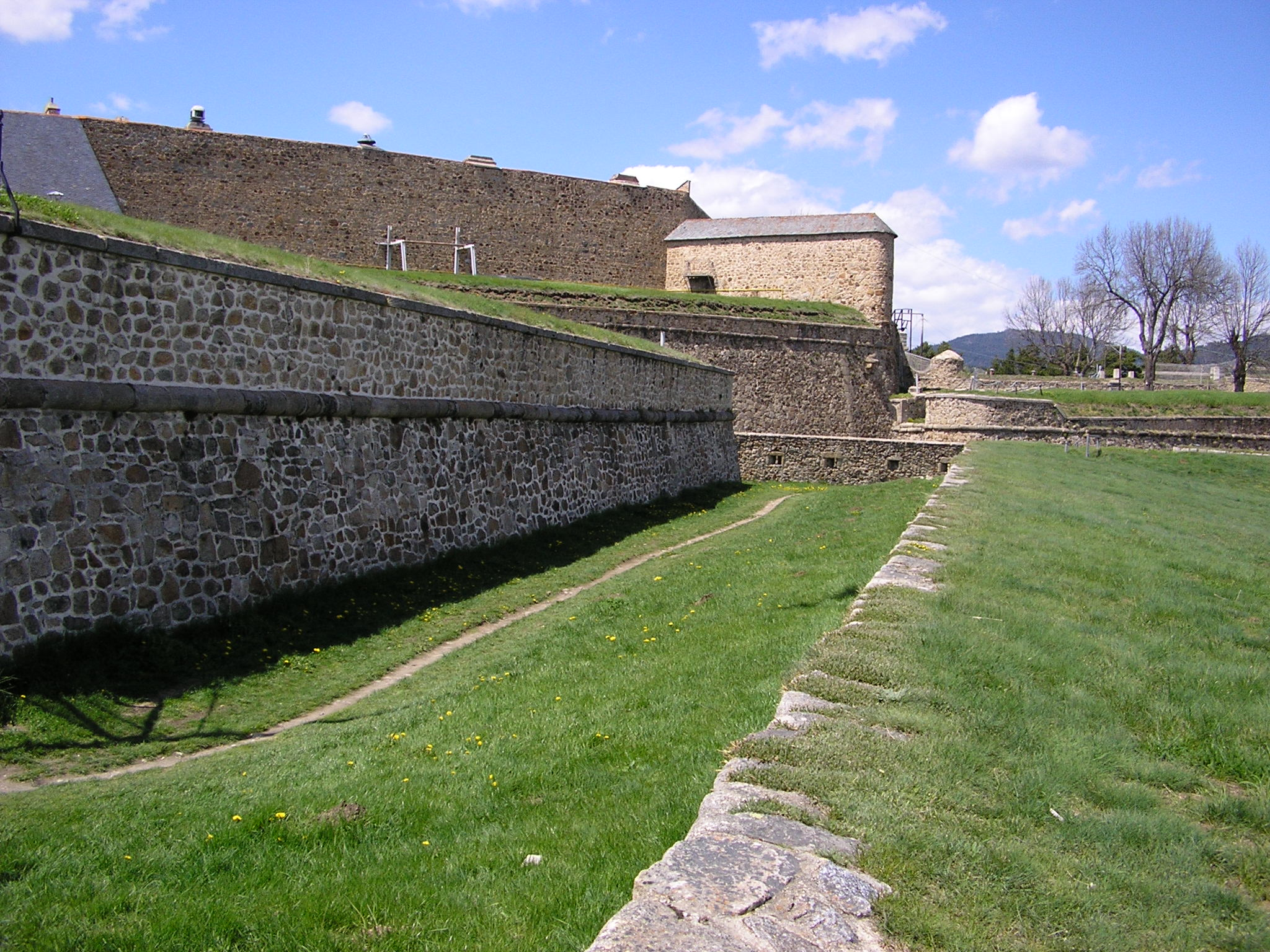
Muralles i fossar

La ciutadella conté a més la capella de Sant Lluís Rei de la Ciutadella de Montlluís, l'arsenal, dos magatzems de pólvora i la casa del lloctinent del rei, però la casa del governador, l'allotjament dels capellans castrenses i el porxat previst al mig de la plaça «per a posar els soldats a cobert» no es van fer. La vila alta era prevista per a allotjar una petita burgesia d'artesans, amb casernes d'infanteria, mentre que la vila baixa havia de rebre els magatzems i habitatges de tots els oficis relacionats amb els subministraments.
Construïda en un període de pau provisional, els soldats van ser la mà d'obra essencial, en particular els regiments de Vierzet i de Furstemberg. Aquests soldats, molt nombrosos (3.700 eren presents quan es va esdevenir la visita de Louvois l'any 1680), instal·lats als entorns de Montluís, eren mal pagats, pel que fa als seus jornals, per una feina dura, sovint efectuada en condicions difícils, sotmeses en particular al rigor del clima de Montluís. Estaven enquadrats en unitats formades per artesans especialitzats (paletes, picapedrers, fusters, forjadord, pouaters…), supervisats pels intendents i enginyers a sou del rei. El material principal utilitzat fou el granit local.

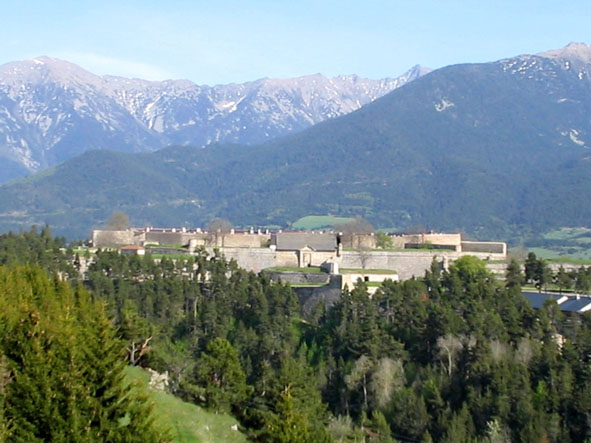
La ciutadella, des del nord

El prestigi de l'uniforme fou sacrificat a la petitesa d'aquestes feines de peó caminer. Aleshores, molts van triar la deserció, amb el risc de ser denunciats, capturats i enviats a galeres o condemnats a mort… El 1681, 29 mesos després del viatge de Vauban, les feines d'obra grossa eren acabats, i la plaça, considerada apta per a la defensa, i el 26 d'octubre, el primer governador, François de Fortia, marquès de Durban, prengué possessió del lloc amb una fastuosa celebració, enmig «de grans aclamacions de Vive le Roi! dels pobles de la Cerdanya, del Conflent i del Capcir, que s'hi trobaren en un nombre molt gran, satisfets de veure aital cérimònia». Les obres serien totalment acabades deu anys després del primer cop de pala. La realització comprenia en aquell moment la ciutadella, que podia acollir 2.500 homes i 300 cavalls, un hospital i una vila civil. Més tard Vauban feu construir una església i les casernes. Així, construïda a 1.600 metres d'altitud, Montlluís esdevingué la fortalesa més alta de França, cosa que encara és avui dia.
Des d'aleshores, Montlluís marca la darrera frontera militar meridional i permet de tenir sota l'ull la plaça forta de Puigcerdà, a la Baixa Cerdanya. L'excel·lència de la tria es va manifestar immediatament, i des de l'11 de novembre del 1681, el governador, de Durban assessora el ministre sobre el que passa a l'Espanya veïna, que «prepara extremament la guerra».

## Característiques

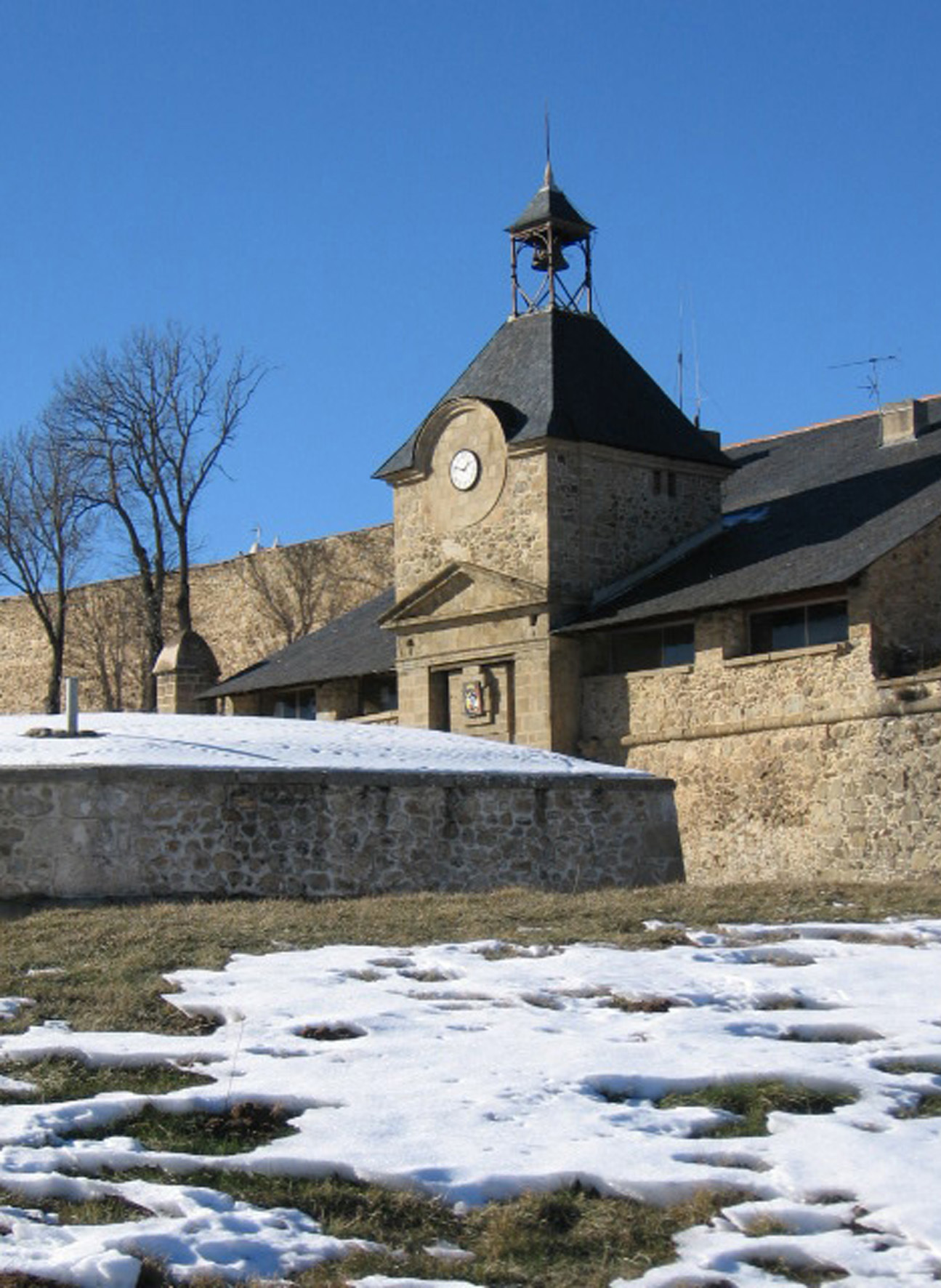
La Porta Reial

El pla de treball establert per Vauban fou seguit al peu de la lletra. La planta de la ciutadella forma un quadrat flanquejat per quatre bastions amb orellons i cobert per tres mitges llunes. Les muralles eren envoltades per un fossar sec. Al sud hi ha el Bastió del Rosselló; a l'oest, el de Cerdanya; al nord, el del Capcir, i a l'est, el del Conflent. Al sud-oest, entre els bastions del Rosselló i de Cerdanya, hi ha la Mitjalluna del Front de Cerdanya, i al davant, la Sageta del Front de Cerdanya; al nord-oest, entre els bastions de Cerdanya i del Capcir, la Mitjalluna del Front de Socors, davant de la Porta de Socors; al sud-est, entre els bastions del Rosselló i del Conflent, el Front de la Vila, on s'obre la porta que comunica vila i ciutadella. Revestint el Bastió de Cerdanya, a l'oest, la Contraguàrdia del Bastió de Cerdanya. Alguns d'aquests noms són ja en desús, avui dia.
Al sud, la Porta Reial, amb campanar i rellotge, comunica directament amb la vila; al nord s'obre una porta d'emergència, la Porta de Socors, cap a la carretera general. Cadascuna d'aquestes dues portes originalment tenia pont llevadís amb pont dorment (d'estructura de pedra, fixa o immòbil): el pont llevadís cobria el petit espai entre el final del pont dorment i la porta de la muralla.

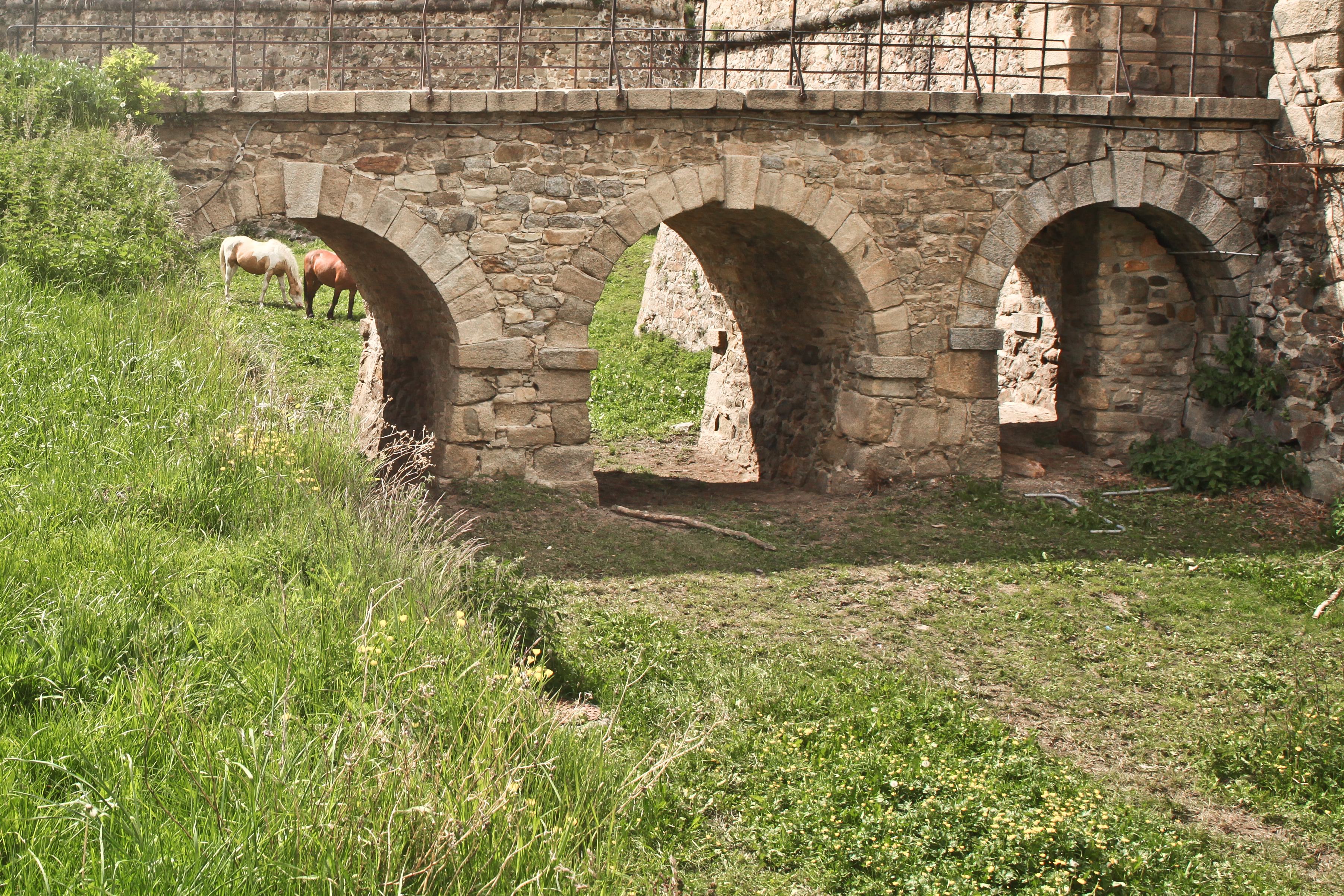
El pont dorment davant de la Porta Reial

A l'interior, les casernes s'integren en les muralles, amb cambres amb volta a prova de projectils. Les façades s'obren únicament al pati de la ciutadella. Estaven previstes per tal d'evitar l'allotjament de les tropes a les cases particulars, les casernes de Montlluís podien acollir fins a 2.500 homes. Aquestes casernes, que formen un quadrat amb els angles aixamfranats, eren, començant per la Porta Reial i seguint la direcció de les agulles del rellotge, les Casernes del Bastió del Rosselló, les del Front de Cerdanya i les del Bastió de Cerdanya, que queden al costat de la Porta de Socors; continuant en la mateixa direcció, les Casernes del Bastió del Capcir, les de la Tet i les del Bastió de Conflent. A l'espai central interior, deslligades de les muralles, hi havia l'allotjament del governador, al nord-oest, el magatzem de la llenya i el magatzem petit de la pólvora, al nord, aquestes dues construccions formant la renglera del nord-oest; a la renglera del centre, a l'oest hi havia les casernes adossades de davant del govern i les casernes adossades de davant l'església, i al nord-est, les casernes adossades de davant el Pou Gran; la renglera de més al sud-est, prop de la Porta Reial, era formada per l'allotjament del comandant i el magatzem gran de la pólvora, al sud, i l'església, al sud-est. Actualment, la major part d'aquests edificis han canviat de funció, i el nom antic ha quedat en bona part oblidat.

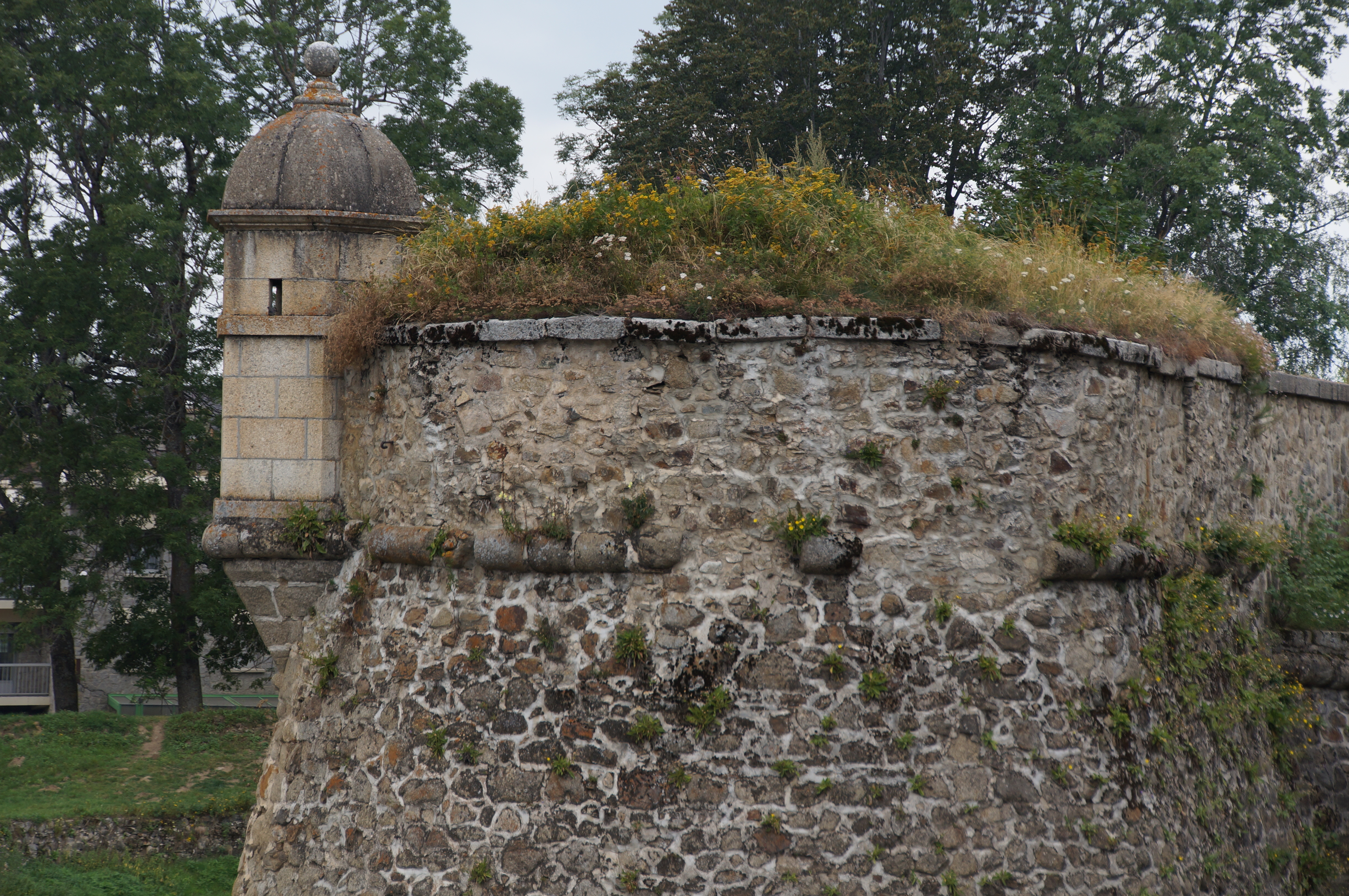
Bastió amb torricó, a la Ciutadella

En primer lloc es van dreçar dos polvorins, la casa del lloctinent del Rei, el pou i la capella (desafectada des de la Revolució Francesa). El Pou dels Forçats era situat al nord de la ciutadella, a la zona més protegida. És en una sala de 20 × 15 metres, coberta amb volta, la coberta de la qual era a prova de projectils. El pou fou oberta en la roca, amb una profunditat de 28 metres, 11 dels quals amb aigua.
El mecanisme de roda per a elevar l'aigua compta amb un eix entorn del qual hi ha una cadena en bucle que aixecava dues galledes. Fornia aigua a la ciutadella, sobretot per a la manutenció i les cuines. L'aigua s'abocava en dues conques o dipòsits. Un soldat, habitualment castigat, accionava el mecanisme del pou. L'esforç que calia fer per a empènyer l'aigua cap amunt va valdre al pou el nom de Pou dels forçats. A partir del 1830, el pou fou emprat de manera molt irregular a causa de la seva dificultat d'ús, fins que fou del tot abandonat a favor de l'aigua corrent. L'excel·lent estat de conservació en fa una de les tres darreres rodes originals d'aquesta mena a França, amb les de la Ciutadella de Besançon i del Mont Saint Michel.